# Salagnon
Salagnon ist eine französische Gemeinde mit 1.484 Einwohnern (Stand: 1. Januar 2022) im Département Isère in der Region Auvergne-Rhône-Alpes. Sie gehört zum Arrondissement La Tour-du-Pin und zum Kanton Bourgoin-Jallieu. Die Einwohner werden Saint-Marcois(es) genannt.

## Geografie
Salagnon liegt etwa 41 Kilometer ostsüdöstlich von Lyon. Umgeben wird Salagnon von den Nachbargemeinden Trept im Norden und Westen, Soleymieu im Nordosten, Sermérieu im Osten sowie Saint-Chef im Süden.

## Geschichte
Bis 1910 gehörte die heutige Gemeinde zur Nachbarkommune Saint-Chef.

## Bevölkerungsentwicklung
| Jahr                       | 1962 | 1968 | 1975 | 1982 | 1990 | 1999 | 2006 | 2013 |
| Einwohner                  | 343  | 323  | 357  | 470  | 693  | 932  | 1125 | 1257 |
| Quellen: Cassini und INSEE |      |      |      |      |      |      |      |      |

## Sehenswürdigkeiten

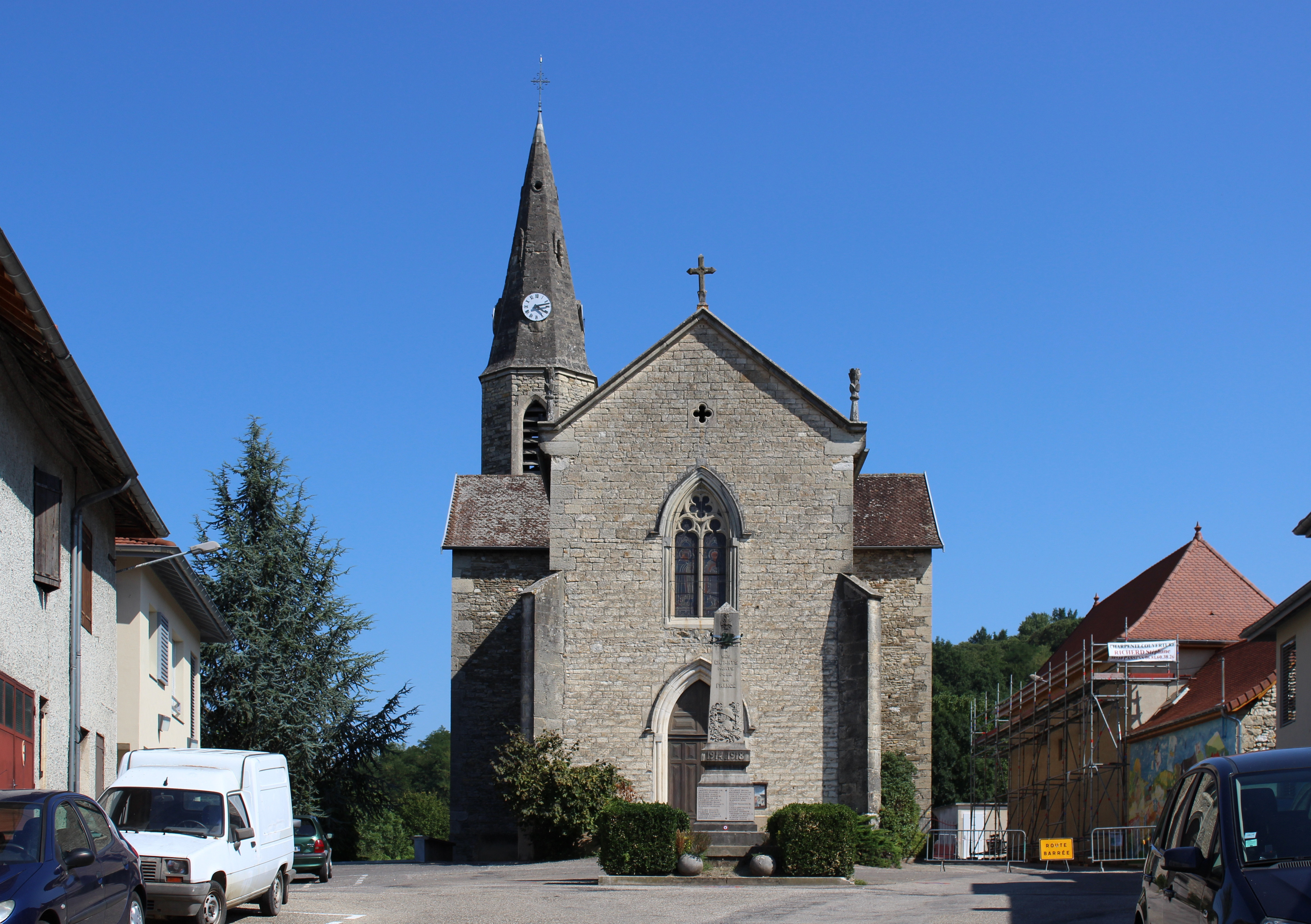
Kirche Saint-Ferréol

- Kirche Saint-Ferréol
- Schloss Michoud